# Gustavo Ferreira Pinto Basto
Gustavo Ferreira Pinto Basto (Silveiro, São Simão de Oiã, 25 de Janeiro de 1842 - Lisboa, 10 de Novembro de 1914), tenente-coronel, foi Presidente da Câmara Municipal de Aveiro entre 1902 e 1906 e de 1908 a 1910. 
Teve um monumento, um seu busto feito pelo escultor Leopoldo de Almeida, inaugurado em 4 de Maio de 1952, no centro da Praça Marquês de Pombal em Aveiro, pelo seus bons préstimos ao mesmo concelho.

## Dados genealógicos
Filho de: Augusto Valério Ferreira Pinto Basto e de Maria Inocência Ferreira 
Casou com: Maria José de Almeida Azevedo
Tiveram:
- Clotilde Ferreira Pinto Basto casada com Francisco Manuel Couceiro da Costa, governador da Índia
- Egas Ferreira Pinto Basto casado com Rosa de Matos
- Clementina Ferreira Pinto Basto casada com António de Melo Pinto de Gusmão Calheiros, capitão de cavalaria